# Terebra mariesi
Terebra mariesi é uma espécie de gastrópode do gênero Terebra, pertencente à família Terebridae.